# New England Highway
New England Highway - droga w Australii, łącząca Yarraman w Queenslandzie z Newcastle w Nowej Południowej Walii. Droga jest alternatywną trasą dla drogi Pacific Highway z Sydney do Brisbane.

## Oznaczenia
New England Highway oznaczane jest jako:

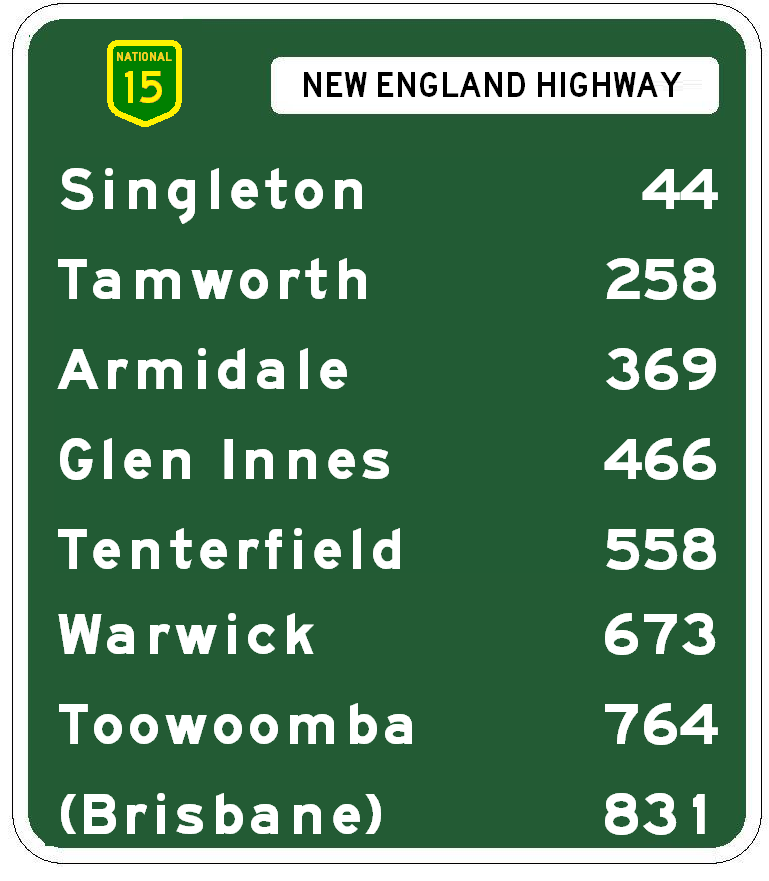

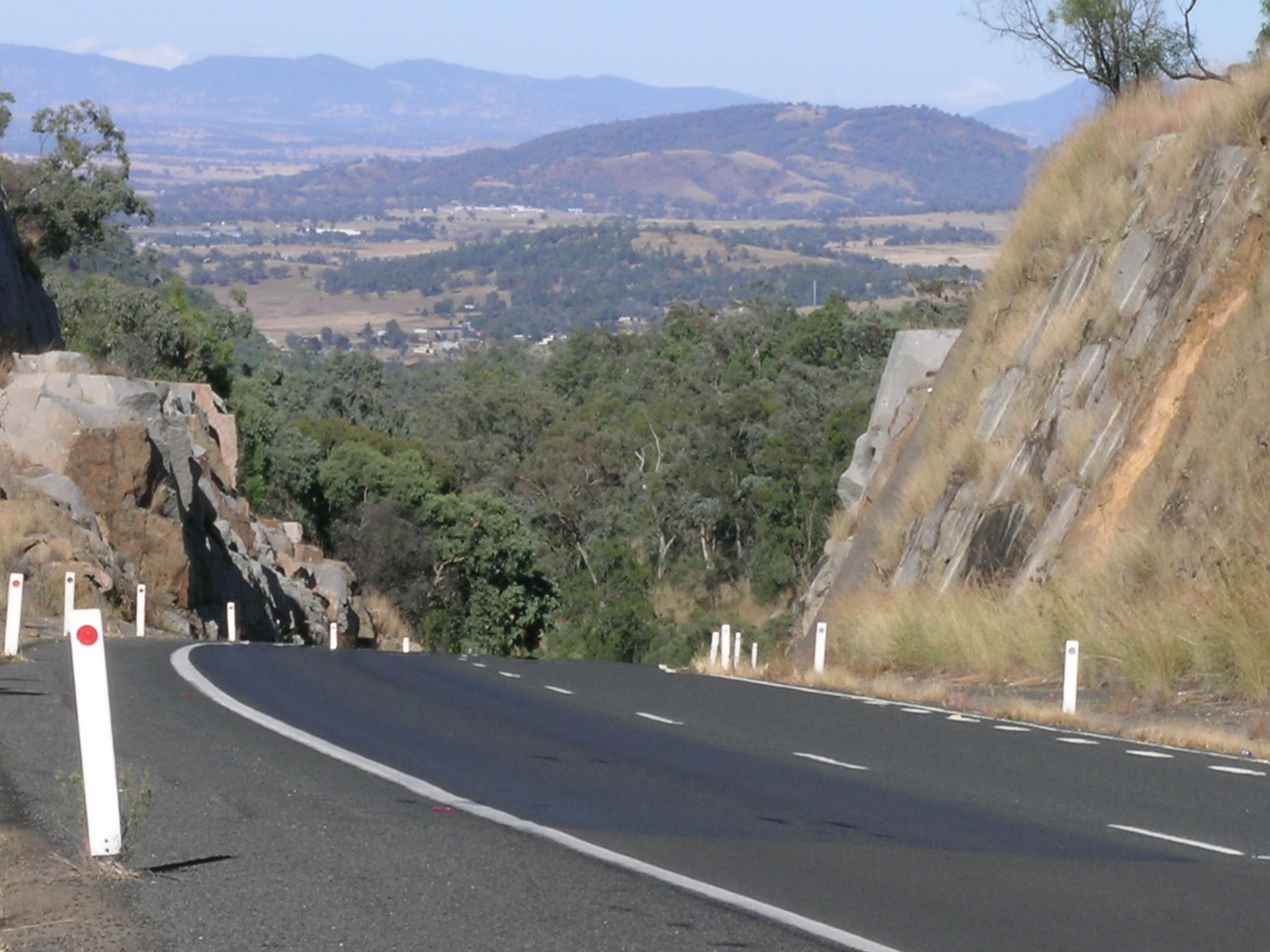

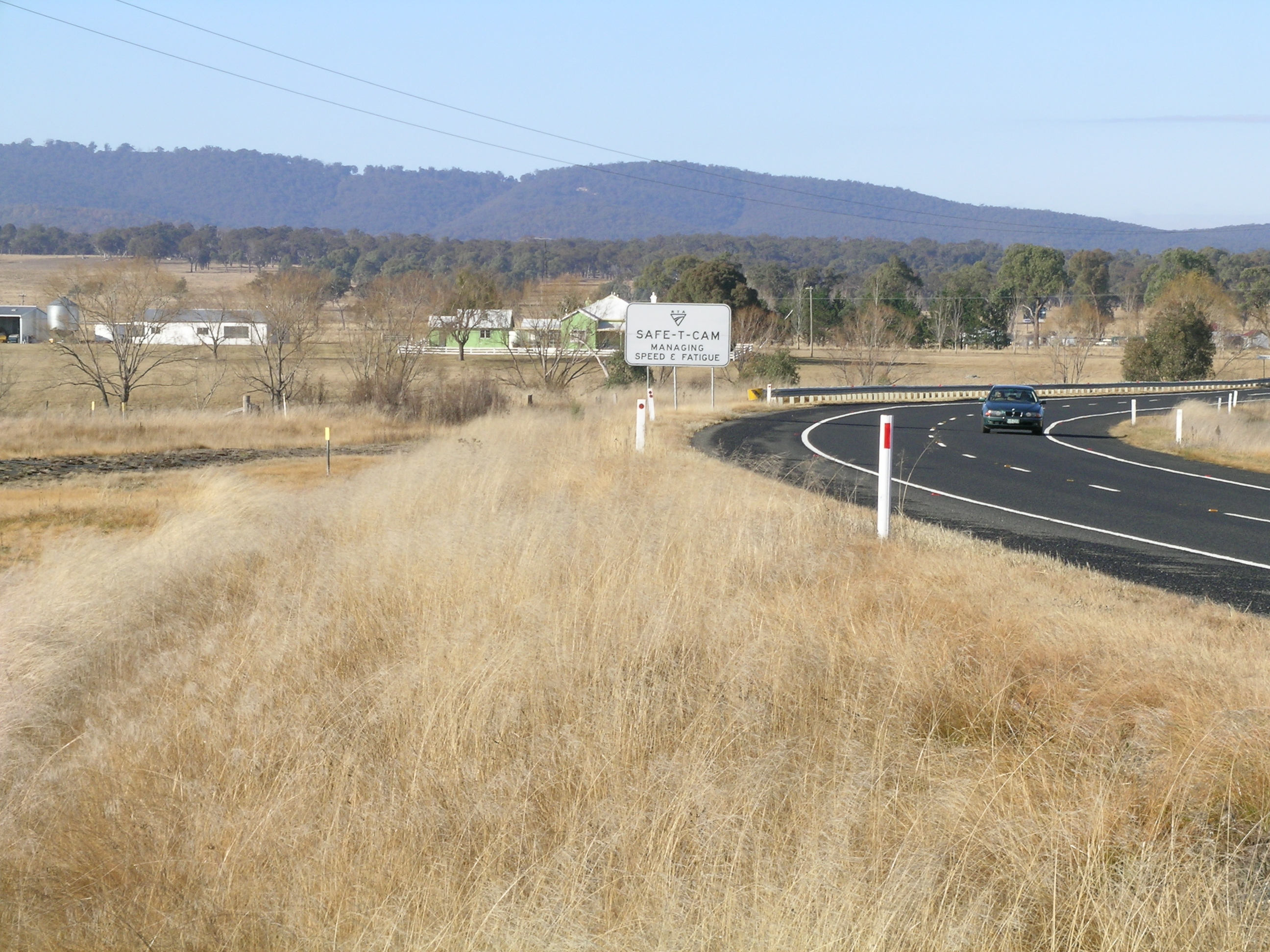

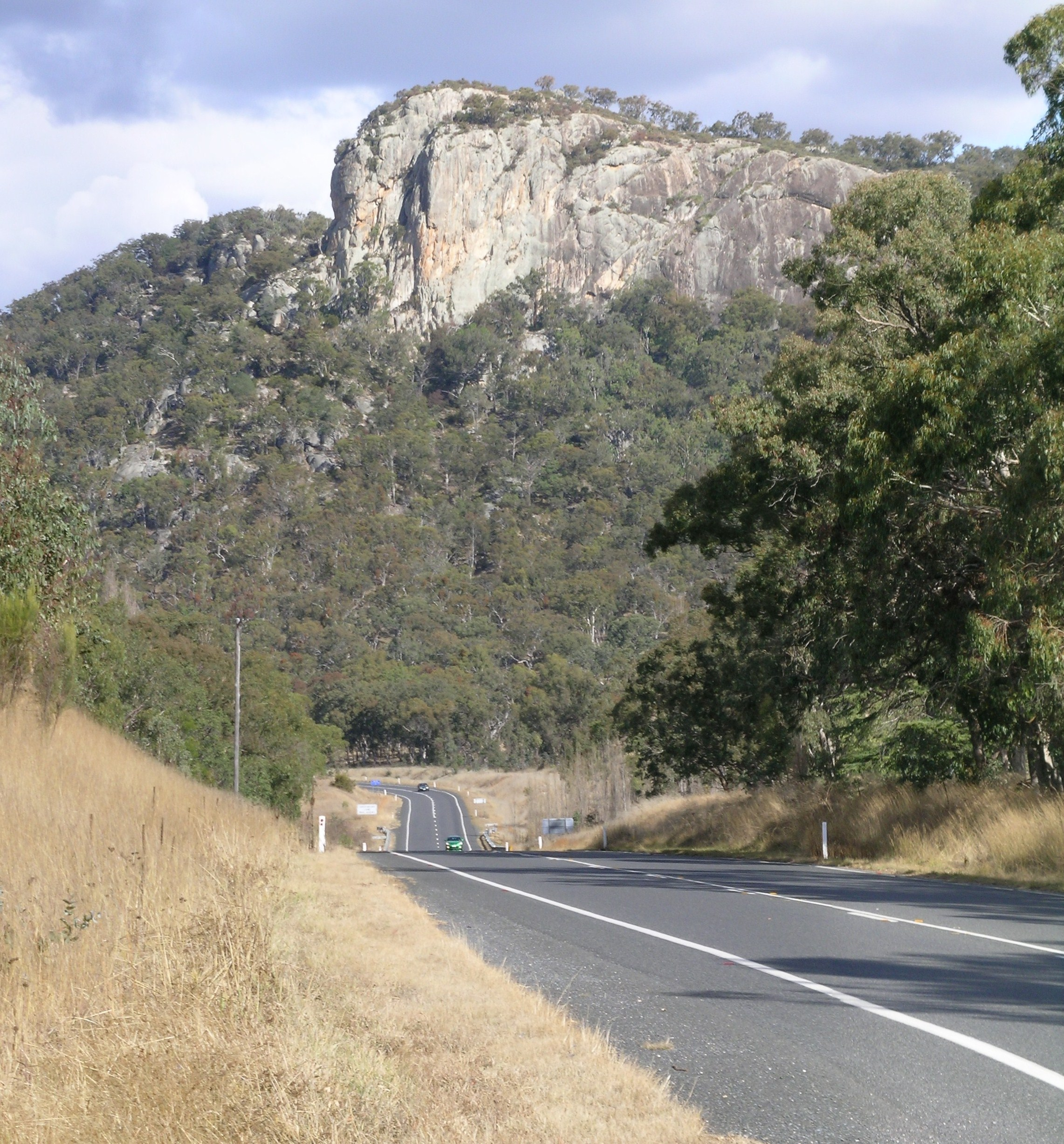

droga stanowa 61: odcinek Yarraman-Hampton
droga stanowa 85: odcinek Hampton - Toowoomba
droga krajowa 42: odcinek Toowoomba -  Warwick
droga krajowa 15: odcinek Warwick - Newcastle